# یامائوکا سوهاچی
یامائوکا سوهاچی (به ژاپنی: 山岡 荘八 やまおか そうはち)؛ زادهٔ ۱۱ ژانویهٔ ۱۹۰۷ یک نویسنده، رمان تاریخی‌نویس، و رمان‌نویس اهل ژاپن است.